# Souimanga modeste
Anthreptes simplex
Espèce
Statut de conservation UICN

 LC  : Préoccupation mineure
Le Souimanga modeste (Anthreptes simplex) est une espèce de passereaux de la famille des Nectariniidae.

## Répartition
Cet oiseau vit en Birmanie, au Brunei, en Indonésie, en Malaisie, à Singapour et en Thaïlande.

## Habitat
Il habite les forêts humides en plaine et les mangroves tropicales et subtropicales.